# 파비아나 셈프레봉
파비아나 셈프레봉(Fabiana Semprebom, 1984년 5월 26일 ~ )은 브라질의 모델이다.